# 夏雲飛
夏雲飛（1953年—），台灣諧星、主持人，出生於中華民國，從1979年開始與張魁、張菲、倪敏然、凌峰合組「溫拿五鼠」第一代。

## 團體
- 1979年～1980年：溫拿五鼠。

## 主持節目
- 中國電視公司：《1980年賀新年特別節目》，與溫拿五鼠其他成員共同主持；《大綜藝》客串主持，節目主持人徐風；《萬紫千紅》（1978，客串主持）。